# Quantified self

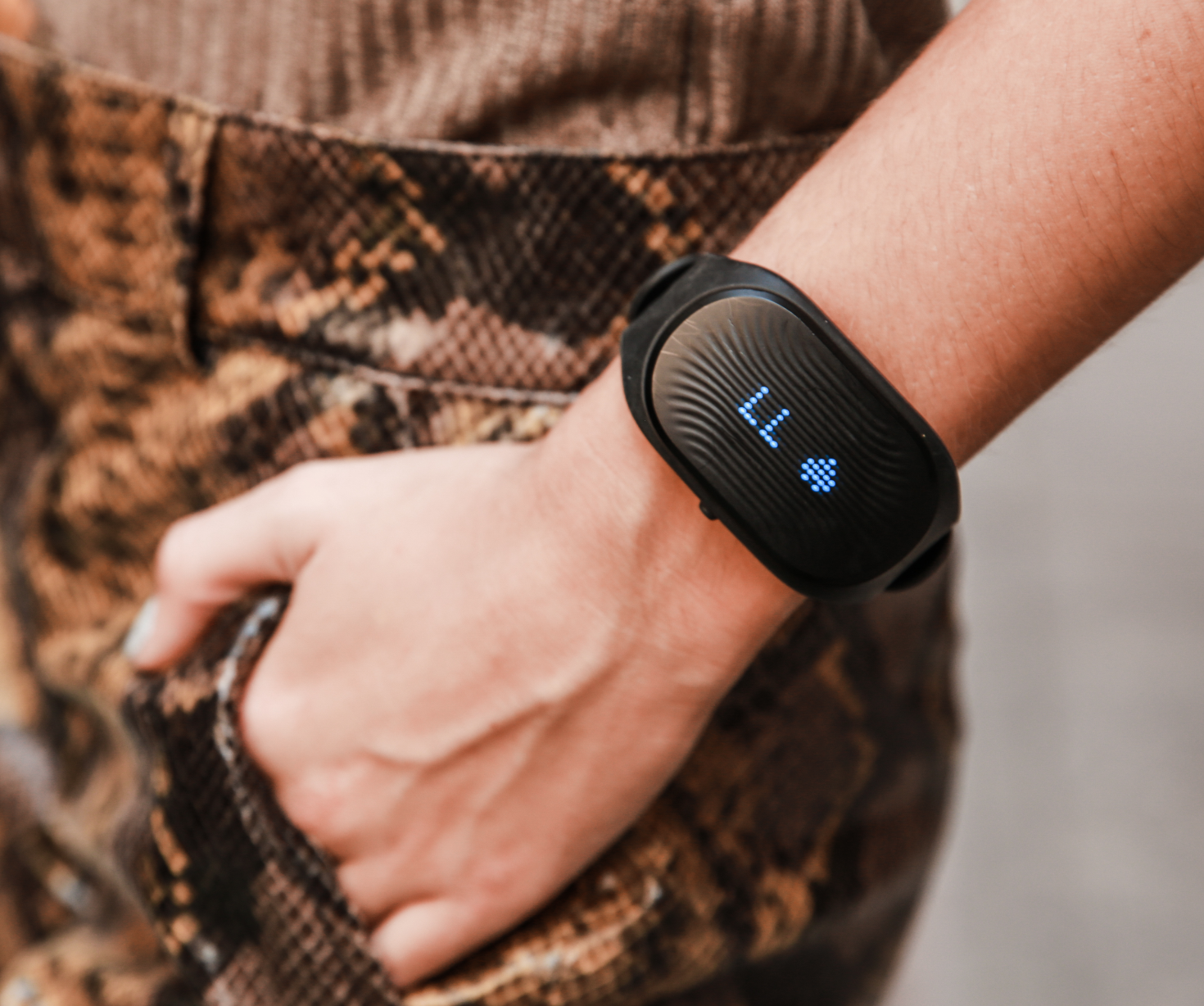
Meten van hartslag.

Quantified self is een fenomeen waarbij men het eigen menselijk lichaam meet door middel van technologie en dit omzet naar cijfers en grafieken.
De term quantified self draait vrij vertaald om kennis over het eigen lichaam, uitgedrukt in getallen (kwantificatie). Men kan bijvoorbeeld denken aan het meten van de dagelijkse hartslag of een slaapcyclus via een activiteitstracker of smartwatch, om dit vervolgens te bewaren in een digitaal dagboek. Het doel van de metingen is om zelfkennis op te doen en de fysieke, mentale en emotionele toestand van een persoon te verbeteren.

## Ontstaan
Het principe van quantified self is niet nieuw. Al in de jaren 70 van de twintigste eeuw waren er systemen waarmee men gegevens over het eigen lichaam kon meten, zoals een hartslagmeter. Ook vanaf de jaren 00 kwamen er compacte en draagbare zakcomputers op de markt voor het meten van gegevens over het eigen lichaam.
Quantified self is een meer eigentijdse term die in 2007 verscheen in het Amerikaanse tijdschrift Wired. Het verwijst tevens naar een bredere trend van gezondheid als levensstijl.